# 斯特凡纳·乌代
斯特凡纳·乌代（法語：Stéphane Houdet，1970年11月20日—），法国男子网球运动员。他曾代表法国参加2008年、2012年、2016年和2020年夏季残疾人奥林匹克运动会轮椅网球比赛，获得三枚金牌、一枚银牌和一枚铜牌。